# Qena
Qena (arabiska: قنا, Qina) är administrativ huvudort för guvernementet Qena i Egypten. Folkmängden uppgår till cirka en kvarts miljon invånare. Qena ligger utefter Nilen i södra Egypten, cirka 45 mil söder om huvudstaden Kairo och 5 mil norr om Luxor. 